# Лекё (замок)
Замок Лекё (швед. Läckö slott, произносится Лэккё) — замок на западе Швеции, в исторической провинции Вестергётланд (ныне — лён Вестра-Гёталанд), на острове Колландсё, лежащем на озере Венерн.

## История

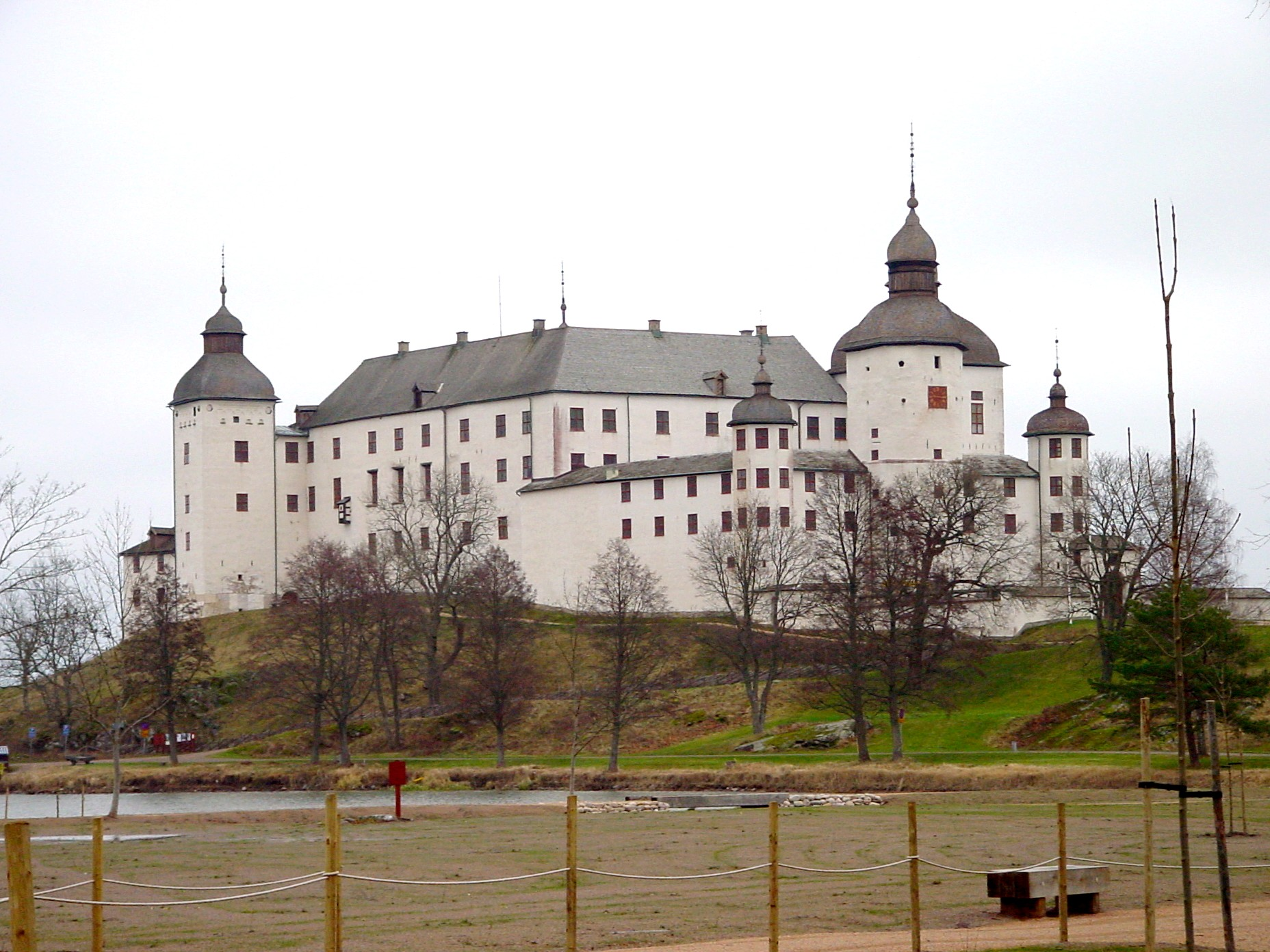
Замок графов Делагарди.

Замок был построен в 1298 году епископом города Скара Бринольфом Альготссоном. Строение было в XIV веке перестроено. В конце 1470-х годов замок был сильно повреждён пожаром. На его месте в 1478—1505 годах епископом Брюнольфом Герлахссоном возводится новая крепость с двумя боковыми башнями. В 1505 году строительство было продолжено епископом Винцентиусом. В 1520 году Винцентиус во время Стокгольмской кровавой бани был казнён. В том же году замок переходит к католическому епископу Магнусу Харальдссону, однако он вследствие провалившегося заговора знати Вестергётланда в 1529 году вынужден был бежать из Швеции. В 1527 году в результате проводимой в стране Реформации замок Лекё становится собственностью короля Густава I Васа.
В 1543 году замок переходит в руки регента Сванте Стуре. Затем его получает и реставрирует барон Ходеншельд Бильке, муж Анны Стуре. В 1591—1593 годах Лекё вновь принадлежит королю Швеции. В 1593 году барон Бильке возвращает себе замок, однако затем он был обвинён в государственной измене, посажен в тюрьму и в 1605 году казнён. В 1600 замок получает в своё распоряжение — к свадьбе с принцессой Марией Елизаветой — герцог Юхан Эстергётландский (1589—1618), единственный сын короля Юхана III и его супруги, Гуниллы Юхансдоттер (Бельке). Однако в 1610 году Лекё вновь возвращается в собственность государства.

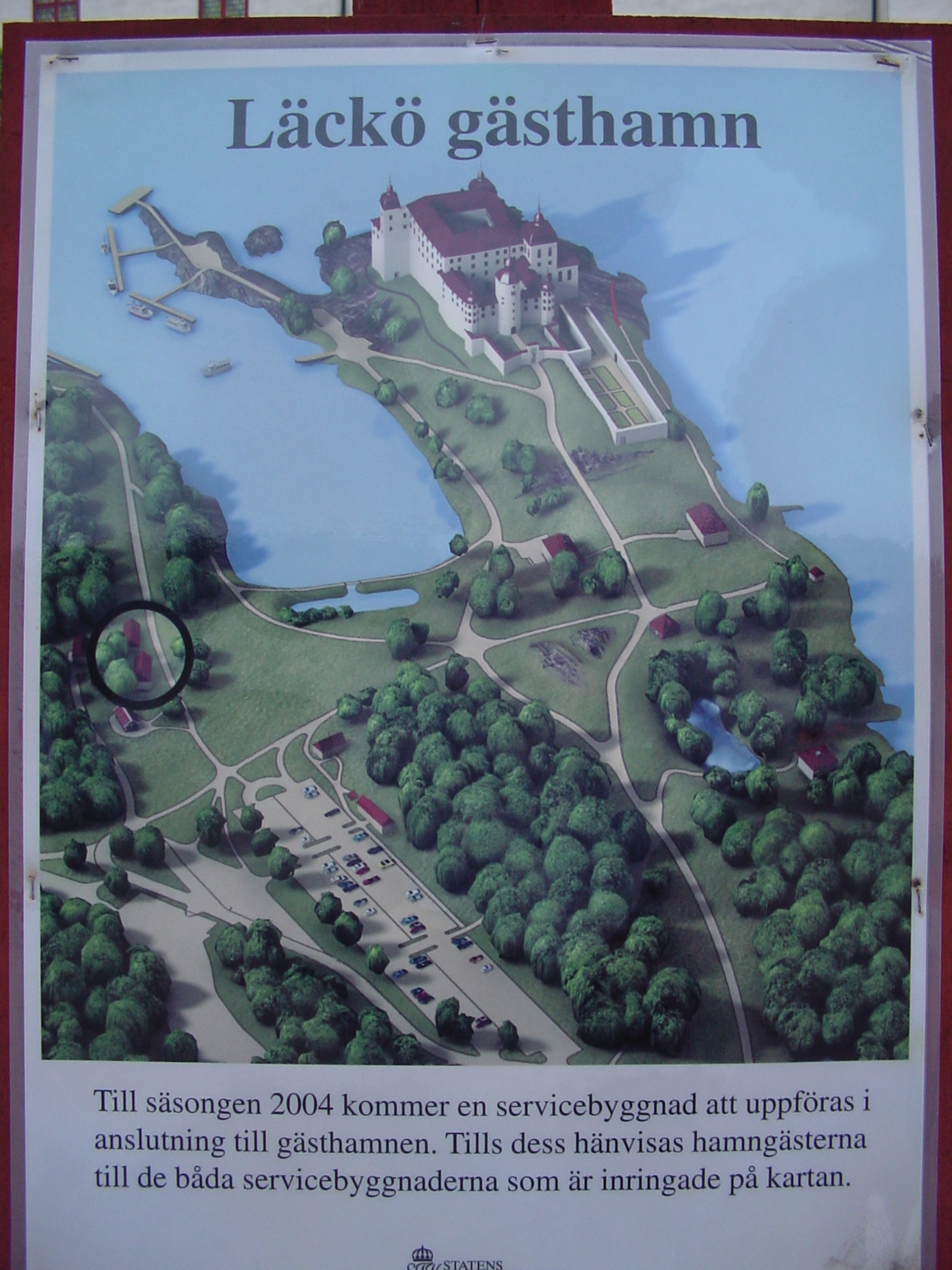
Табличка, иллюстрирующая расположение замка.

С 1615 года замок и прилегающие угодья принадлежат графу Якобу Делагарди, который начинает грандиозную перестройку здания. После его смерти работы здесь продолжает сын Якоба, канцлер королевства Магнус Габриэль Делагарди. Замок был перестроен с элементами стиля барокко, для работ были привлечены архитекторы, художники и скульпторы из-за рубежа, в основном из Германии. В ходе редукции 1681 года замок Лекё был возвращён короне, а образованный вокруг него феод ликвидирован.
В 1684 году владельцем замка становится Бернт Папегойа, получивший титул «капитан Лекё». В 1719 году здание арендует граф и канцлер Карл Густав Дюкер, в 1732 оно переходит к канцлеру графу Класу Экебладу. В течение XVIII—XIX веков замком по очереди владеет целый ряд шведских аристократических фамилий. В 1845—1914 годах он принадлежит семейству Руденшёльд, затем переходит к шведскому государству. В XX веке в замке была проведена его полная реконструкция. С 1965 года Лекё принадлежит государственному управлению по туризму (провинции Вестергётланд). В летнее время здесь проводятся экскурсии и организуются выставки, а в замковом дворе — оперные постановки.